# Wilford Woodruff
Wilford Woodruff (ur. 1 marca 1807 w Farmington, zm. 2 września 1898 w Salt Lake City) -amerykański duchowny mormoński. Czwarty prezydent Kościoła Jezusa Chrystusa Świętych w Dniach Ostatnich.
Urodził się we Framington w stanie Connecticut. 7 kwietnia 1889 wybrano go prezydentem Kościoła. Piastował ten urząd do śmierci.
Za jego prezydentury od co najmniej początku lat 40. XIX wieku przez ponad pół wieku w Kościele praktykowane było wielożeństwo. Ponieważ wielu religijnych i politycznych przywódców w Stanach Zjednoczonych uważało te praktyki za niemoralne i niecywilizowane w wyniku czego sprzeciwiali się działalności Kościoła i ograniczali jego działalność. Kongres Stanów Zjednoczonych wprowadził ustawę na mocy której setki członków Kościoła mających więcej niż jedną żonę trafiło do więzień. Dlatego w 1889 roku prezydent Woodruff zakazał przywódcom Kościoła nauczania zasad dotyczących wielożeństwa. W ciągu roku doszło tylko do kilku takich wypadków, jednak publikowane raporty doprowadziły do dalszego sprzeciwu wobec Kościoła.
Z tego względu starając się o przyjęcie Utah do Stanów Zjednoczonych Wilford Woodruff we wrześniu 1890 wydał „Deklarację Oficjalną”, w której zniósł wielożeństwo na terenie Stanów Zjednoczonych (ostatecznie Utah stało się 45. stanem 4 stycznia 1896). W latach 1890–1904 dochodziło do przypadków wielożeństwa na terenie Meksyku i Kanady, które drugim Manifestem zniósł prezydent Joseph F. Smith.
Po nim kolejnym prezydentem Kościoła został Lorenzo Snow.